# جوديث د. سالي
جوديث د. سالي (بالإنجليزية: Judith D. Sally)‏ هي رياضياتية أمريكية، ولدت في 23 مارس 1937.